# Schloss Enzenrieth
Das Schloss Enzenrieth (oftmals Schlösschen Enzenrieth genannt) liegt 80 m südwestlich der  Kirche St. Georg von Enzenrieth, einem Gemeindeteil von Pirk im oberpfälzischen Landkreis Neustadt an der Waldnaab (Enzenrieth 11). Die Anlage ist als Bodendenkmal unter der Aktennummer D-3-6339-0001 im Bayernatlas als „mittelalterlicher Burgstall mit dem ehem. Schloss Enzenrieth“ geführt. Ebenso ist sie unter der Aktennummer D-3-74-146-13 als denkmalgeschütztes Baudenkmal von Enzenriet verzeichnet.

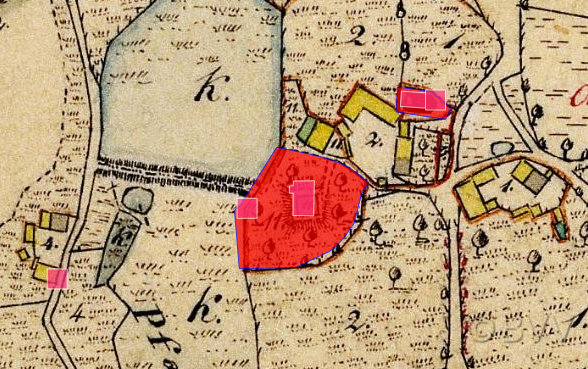
Lageplan von Schloss Enzenriet auf dem Urkataster von Bayern

## Geschichte
Vor 1143 war dort das Hochstift Bamberg begütert. Dann schenkte der Bamberger Bischof Egilbert dem Kloster Prüfening das Prädium (praedium Enzenriuz) innerhalb des Luher Königsforstes. 1334 wurde Konrad dem Lengfelder vom Kloster Waldsassen ein Hof zu Enzenrieth auf Lebenszeit überlassen. Enzenrieth war im 14. Jahrhundert (1358) der Sitz der Siger, die sich zu Enzenrieth nannten. 1438 schenkte Heinrich der Siger dem Kloster Kastl seinen Sitz und seine Güter zu Enzenrieth für eine ewige Messe in der dortigen St.-Georgs-Kapelle. Die Vogtei über Hochdorf (heute ebenfalls ein Gemeindeteil von Pirk) und Seibertshof erhielten 1419 Stephan Pertholczhofer zu Fronhof und 1427 Ruprecht der Wolfringer. 1446 übertrug Abt Johann von Kloster Kastl dem Landgrafen Leopold die Vogtei über seine Güter in Enzenrieth (mit Ausnahme der niederen und der hohen Gerichtsbarkeit). Enzenrieth gehörte damals zum Landrichteramt Leuchtenberg. Das Kloster Kastl wurde im Zuge der Reformation 1560/1563 aufgehoben und die Hofmark Enzenrieth der Verwaltung eines kurpfälzischen Administrators unterstellt. 1636 wurde sie dem Jesuitenorden übergeben. 1773 wurde Enzenrieth nach der Aufhebung des Jesuitenordens ein kurfürstliches Richteramt und 1782 dem Malteserorden übergeben; zur Kommende des Malteserordens gehörte neben der Hofmark Enzenrieth auch die Hofmark Heumaden. Inhaber der Kommende waren ab 1782 Philipp Graf von Lamberg, dann Christian Leopold Graf von Thurn und Taxis und ab 1798 Frater Freiherr Sebastian von Donnersberg. In den zu einer Johanniterkommende zusammengeschlossenen Hofmarken Enzenrieth und Hochdorf bestanden 1809 keine Patrimonialgerichte mehr, da seit 1808 der Johanniterorden in Bayern aufgehoben und sein Vermögen vom Staat eingezogen worden war. 1819 kam die Hofmarksgerichtsbarkeit an das Landgericht älterer Ordnung Vohenstrauß. Dem letzten Inhaber der Kommende, Freiherr Sebastian von Donnersberg, wurde der Naturalgenuss aus den beiden Hofmarken als Pension zugewiesen. 1838 kam Enzenrieth von dem Landgericht äO Vohenstrauß zum Landgericht I. Klasse Weiden, 1862 kam es zum Landkreis Neustadt an der Waldnaab, mit Wirkung zum 1. Januar 1972 wurde Enzenrieth nach Pirk eingegliedert.

## Baulichkeit
Es wird vermutet, dass im Hochmittelalter dort eine Turmhügelburg errichtet wurde. Die ehemalige Wehranlage wies noch im 20. Jahrhundert einen sie umgebenden Graben auf, der durch einen Wall geschützt wurde. Eine einstmals vorhandene Brücke über den Graben ist abgegangen.
Das jetzige Gebäude mit noch erkennbarem Walmdach wurde nach seiner Zerstörung am 17. November 1631 durch den kaiserlichen Obristen Heinrich von Holk im Dreißigjährigen Krieg auf den früheren Grundmauern wieder aufgebaut. In dem Gebäude befinden sich im Keller aus Bruchsteinen geformte Gewölbe. Nach einem Verzeichnis aus dem Jahr 1784, verfasst von dem Amtsrichter Johann Christoph Sperl, ist von „Baureparationen“ die Rede. Aus einem Bericht von Graf Lamberg vom 15. Mai 1786 an die Hofkammer München geht hervor, dass das Schloss von seinem Verwalter als Dienstwohnung und von ihm selbst bei der jährlichen Überprüfung als Logis genutzt wurde. Für den im Schloss wohnenden Förster Conrad Oedbauer beantragte er die Errichtung eines eigenen Hauses, was ihm am 21. August 1786 genehmigt wurde, wenn er dafür den Grund für ein „Achtel-Gütel“ zur Verfügung stellte. Die Enzenriether wehrten sich dagegen, weil es dort schon genügend Herbergen gegeben habe, die ihr Vieh auf Kosten der Bauerngründe fütterten und wenn das Häusl einmal leer stünde, würde es ein „Unterschlupfwinkel für arme und schlechte Leute zu jedermanns Beschwehrnus“ werden.
Bartl Graßenbauer ersteigerte das ehemalige Hofmarkschloss, das von der Staatsverwaltung als „baufällig und in der Unterhaltung kostspielige(es) Schlösschen“ bezeichnet wurde, 1825 mit Ökonomie und Nebengebäuden um 503 fl vom Staat (Haus Nr. 11 von Enzenrieth) und nutzte es als Gastwirtschaft. Das Personal der Kommende, namentlich der Administrator Silbermann und der substituierte Verwalter Linhard Igl wurden pensioniert, der Commendeförster Oedbauer wurde als königlicher Forstwart angestellt, der Commendegrichtsdiener Greßmann als Gerichtsdiener.
Nach dem Urkataster von 1840 stand das Schlössl auf einem großen, als „Gras-, Baum- und Wurzgarten, der Schlossgarten“ bezeichneten Grundstück. Um 1907 kam es in den Besitz von Johann Stahl, dem dort eine Bierwirtschaft mit Schnapsschenke genehmigt wurde. In einer Beschreibung von 1923 heißt es dazu: „Sehr schön erhalten ist die ganze Anlage in dem … Enzenrieth. Das jetzige Wirtshaus und frühere Schlösschen steht auf einem hohen viereckigen Hügel, der durch einen tiefen Graben von dem anschließenden Bergrücken abgetrennt ist. Früher führte eine Zugbrücke hinüber. Der Graben wurde von einem Weiher gespeist, der die zwei anderen Seiten umspülte, sodass die ganze Anlage sicher ziemlich fest war.“ Auf der östlichen Seite befindet sich ein Christusmonogramm aus jesuitischer Zeit. Vor dem Zweiten Weltkrieg wurde das Gebäude renoviert und erhielt in den 50er Jahren des 20. Jahrhunderts einen Walmdachanbau und einen braun-roten Farbanstrich. Nach 2000 wurde aus dem Schlossgraben ein Parkplatz und vor dem Gebäude wurde eine Pergola errichtet. Der Gastwirtschaftsbetrieb ist weiterhin im Besitz der Familie Stahl.